# Seksualno zdravlje
Seksualno zdravlje se prema definiciji Svetske zdravstvena organizacija i Meunarodne seksološke asocijacije definiše kao kontinuitet pozitivnih fizičkih, psihičkih i sociokulturnih iskustava povezanih sa seksualnošću.
Definicija data u ovom obliku omogućuje njegovo izjednačavanje sa uspešnim seksualnim životom, posebno u okvirima u pragmatičnom kontekstu seksualne terapije. Ovom definicijom Svetske zdravstvena organizacija postala je sastavni deo pozitivnih stavova o seksualnosti
i vlastitom telu, ali i poznavanje tehnologije zadovoljstva, informisanost o seksualnim rizicima i njihovom minimiziranju te sposobnosti za ostvarivanje odnosa koji uključuje međusobni interes, poverenje i komunikaciju.

## Spolajšnje veze
|  | Molimo Vas, obratite pažnju na važno upozorenje u vezi sa temama iz oblasti medicine (zdravlja). |